# ロード・オブ・イリュージョン
『ロード・オブ・イリュージョン』（原題：Lord of Illusions）は、1995年製作のアメリカ合衆国のホラー映画。
ホラー小説家のクライヴ・バーカーが自身の作品「血の本」第6巻所収の短編小説「ラスト・ショウ」を自ら製作・脚本・監督して映画化。日本では劇場未公開。

## あらすじ
1982年、モハーヴェ砂漠を拠点とするカルト教団の教祖“ザ・ピューリタン”ことニックスのやり方に疑問を抱いたフィリップ・スワンは教団を脱走する。すると、ニックスは1人の少女を人質にしてスワンをおびき寄せたため、スワンは同じく彼に疑問を抱いた仲間たちとニックスを殺し、地中深く埋めた。だがニックスは死ぬ間際に、復活することを予言した。
13年後、ニューヨークの私立探偵ハリー・ダムーアは、ロサンゼルスである詐欺事件の調査を依頼される。ターゲットを尾行していたハリーは、1人の男が拷問され、殺されかけているところに出くわす。拷問されていた男クエイドはすぐに死んだ。
超人気マジシャンとなっていたスワンの妻ドロシアはクエイドが殺されたことを知り、ハリーに事件の調査を依頼する。ある日、ドロシアは夫のマジックショーにハリーを招待、2人で見物するが、そのショーの最中にスワンがステージ上で事故死してしまう。
一連の事件を調査するハリーはやがて、13年前のニックスの事件に行き当たる。実はドロシアは13年前、ニックスが教団を脱走したスワンをおびき寄せるため人質に取った少女であった。ニックスの弟子のバトルフィールドたちはニックスの遺体が埋められた場所を見つけるため、スワンの仲間を次々と襲っていた。クエイドもその1人だったのだ。
また、ニックスは強大な魔術を持っており、スワンのマジックはニックスから教えられた力を用いたものであった。やがてハリーはスワンの力を借りて、復活したニックスと対決することになる。

## キャスト
- ハリー・ダムーア：スコット・バクラ（吹替：佐々木勝彦）
- ドロシア：ファムケ・ヤンセン（吹替：山像かおり）
- フィリップ・スワン：ケヴィン・J・オコナー（吹替：牛山茂）
- ニックス：ダニエル・フォン・バーゲン（吹替：平野稔）
- ヴィノヴィッチ：ヴィンセント・スキャヴェリ（吹替：福田信昭）
- バターフィールド：バリー・デル・シャーマン（吹替：宮本充）
- ヴァレンティン：ジョエル・スウェトウ（吹替：山野史人）
- レイ・ミラー：ジョーダン・マルダー（吹替：中田和宏）
- ルーミス：ウェイン・グレース（吹替：仲野裕）
- クエイド：ジョセフ・ラティモア